# Baeopogon
Baeopogon és un dels gèneres d'ocells, de la família dels picnonòtids (Pycnonotidae).

## Taxonomia
El gènere Baeopogon va ser introduït l'any 1860 per l'ornitòleg alemany Ferdinand Heine amb la honeyguide greenbul com a espècie tipus. El nom combina el grec antic baios (βαιός) que significa "petit" o "petit" amb pōgōn que significa "barba".

## Llistat d'espècies
Segons la classificació del Congrés Ornitològic Internacional (versió 13.2, 2023), aquest gènere conté dues espècies:
- Baeopogon indicator - Bulbul indicador
- Baeopogon clamans - Bulbul cridaner